# 北秋田市立綴子小学校
北秋田市立綴子小学校（きたあきたしりつつづれこしょうがっこう）は、秋田県北秋田市綴子にある公立小学校。

## 学校概要
2027年から2031年度までに、鷹巣小・鷹巣東小と統合予定。
- 児童数 76名
- 学級数	7
- 教職員数 16名

※2024年現在
教育目標
「豊かな心と確かな力を身に付けたたくましい児童の育成」
～やさしく かしこく たくましく～
校歌
- 作詞 - 三沢 一郎
- 作曲 - 達子 勝蔵

## 沿革
- 1874年（明治7年）7月30日 - 宝勝寺内に児童18名で綴子学校を創設。
- 1890年（明治23年）4月 - 綴子尋常小学校と改称。
- 1898年（明治31年）5月16日 - 綴子尋常高等小学校と改称。
- 1907年（明治40年）12月1日 - 校舎新築落成開校式を挙行。
- 1924年（大正13年）7月31日 - 創立50周年記念式典を挙行。
- 1930年（昭和5年）6月22日 - 校歌を制定。
- 1941年（昭和16年）4月1日 - 綴子国民学校と改称。
- 1947年（昭和22年）4月1日 - 綴子小学校と改称。
- 1956年（昭和31年）
  - 9月30日 - 町村合併により鷹巣町立綴子小学校と改称。
  - 10月1日 - 校章制定。
- 1964年（昭和39年）4月1日 - 糠沢分校廃校。
- 1966年（昭和41年）5月7日 - 校舎新築落成式を挙行。
- 1974年（昭和49年）7月31日 - 創立100周年記念式典挙行。
- 1978年（昭和53年）
  - 6月 - 校舎裏の築山にツツジ、ナツハゼ、カエデ、松等植樹。
  - 10月 - 遊具（タイヤ塔2本、平均木2本）PTAで設置。
- 1979年（昭和54年） - 岩谷分校廃校。
- 1995年（平成7年）
  - 9月26日 - 遊具7基新・増設。
  - 11月15日 - グランドに防球ネット新設。
- 2005年（平成17年）3月22日 - 町村合併により北秋田市立綴子小学校と改称。
- 2014年（平成26年）
  - 7月6日 - 140周年記念集会開催。
  - 10月12日 - 校旗・演台・体育館校章新調。

## 通学区域
- 綴子字 - 鷹巣小学区及び鷹巣東小学区以外[2]

## 進学先中学校
- 北秋田市立鷹巣中学校

## 学区内の主な施設
- 綴子郵便局
- 綴子公民館
- 道の駅たかのす
- 秋田県立鷹巣技術専門校
- 特別養護老人ホーム青山荘

## 交通
- 秋北バス「綴子小学校前」バス停より徒歩3分
- JR糠沢駅より徒歩28分
- JR鷹ノ巣駅より車で8分
- 鷹巣インターチェンジより車で9分
- 大館能代空港より直線で約6.5km

## 歴代校長
- 内藤湖南 (東洋史学者)